# Liberec (zámek)
Liberecký zámek je klasicistní zámek, někdejší šlechtické sídlo v centru města Liberce. Jeho současná podoba je z 18. století. Koncem 20. století v něm bývala jedna z největších světových expozic a vzorkovnic skleněných výrobků.

## Historie
Jáchym z Bibrštejna, kterému liberecké panství patřilo v letech 1537–1544, koupil v roce 1538 od libereckého měšťana Antona Plischkeho rodinnou usedlost. Z té se po dostavění obytného, tzv. panského domu pro správce stal základ dnešního zámku. O přeměnu této usedlosti v sídelní zámek se však zasloužili až Redernové, konkrétně bratři Kryštof a Melchior, kteří roku 1583 začali nedaleko správcova domu budovat renesanční zámek, který měl odrážet jejich stále významnější postavení v politice habsburské monarchie. Stavba byla dokončena po čtyřech letech. Předpokládá se, že jejím autorem byl Marcus Antonio de Lancio, působící v té době ve Zhořelci.
Budova tehdy patrně byla jednoduchou, pozdně renesanční dvoupodlažní stavbou se sedlovou střechou. Byla obehnána zdí se (spíše ozdobnými) střílnami a ukončenou v obou rozích baštami oválného půdorysu.
Když 3. září 1591 Kryštof zemřel, přešel veškerý redernský majetek na Melchiora a po jeho smrti 20. září 1600 se správkyní rodového majetku stala jeho manželka Kateřina z Redernu, rozená hraběnka Šliková. Ta spravovala panství jako poručnice svého syna Kryštofa a roku 1604 se rozhodla nechat vystavět na severní straně zámku kapli. Základy této stavby byly položeny 12. května a stavbu provedl Jan Arkon ze Žitavy. Zároveň s kaplí byla zbudována také věž na severním nádvoří. Tato věž, sloužící jako zvonice i bašta, je jedinou věží zachovanou do současnosti. Stavba kaple trvala dva roky. Na ní navázala výstavba druhého, tzv. nosticovského křídla, postaveného pro Kateřininu sestru Mikulášku Nosticovou v roce 1609.
Požár roku 1615 zničil celé redernské křídlo, nikoliv však hradní kapli. Dle tehdejšího mínění měšťanů šlo o boží trest seslaný na Kateřinu za to, že z hejnického kostela odvezla na zámek sošku Panny Marie a tamní obětní svíce nechala přetavit na svíčky pro svou potřebu. Zámek po požáru opravoval opět žitavský Jan Arkon.

### Nový zámek

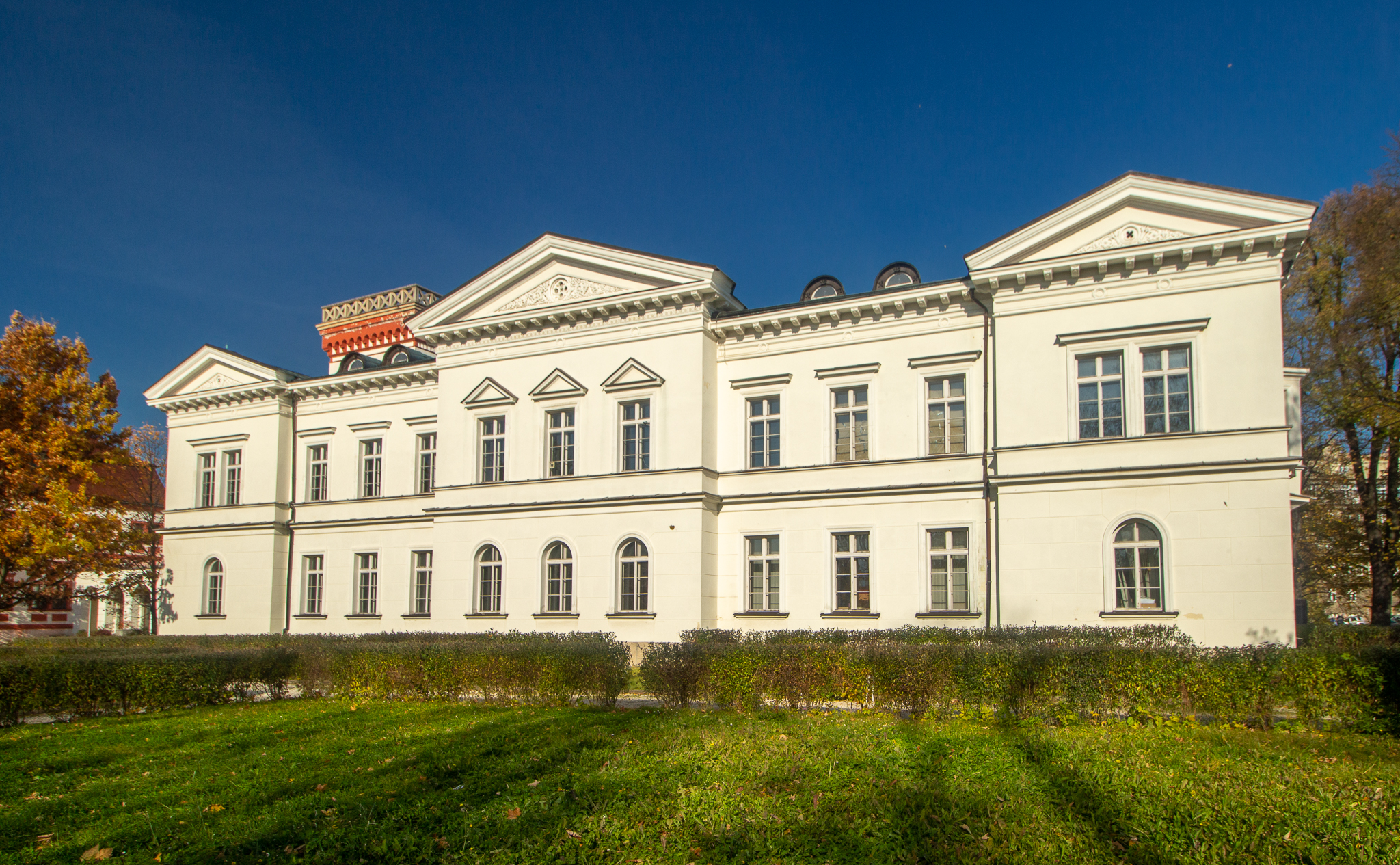
Nový klasicistní zámek

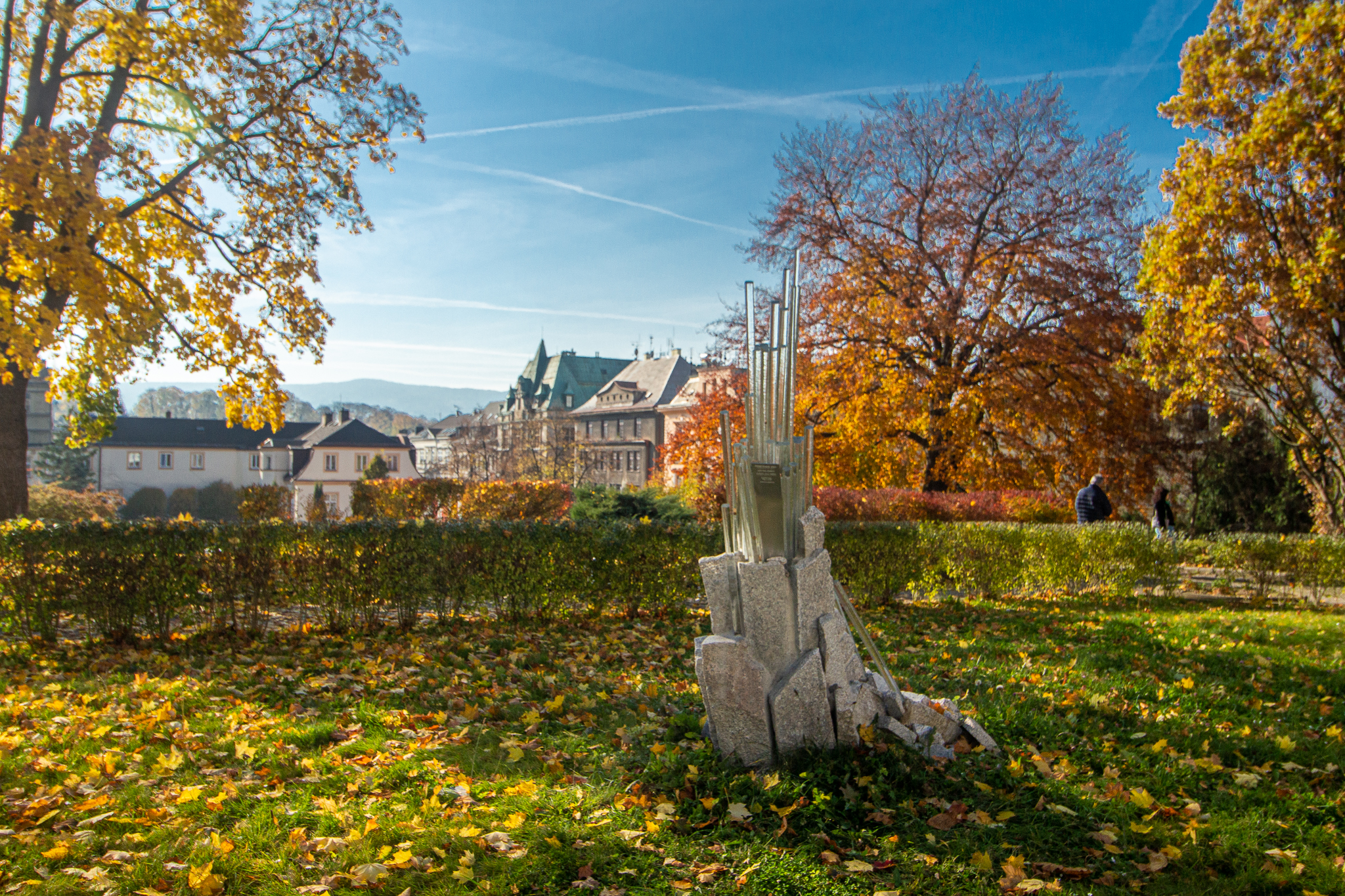
Skleněná plastika v zámeckém parku

V této podobě zůstal zámek až do doby hraběte Kristiána Filipa z Clam-Gallasu. Ten nechal k areálu přistavět nové křídlo zvané Nový zámek. To navrhl a postavil clam-gallasovský stavitel Johann Josef Kunze. Tomuto křídlu dal podobu dvoupodlažní klasicistní budovy, zdobené černým štukem s vchodem směřujícím do parku. V letech 1785–86 bylo přestavěno do klasicistní podoby také původní redernské křídlo, které tak získalo mansardovou lomenou valbovou střechu. Z obranných staveb po přestavbě zůstala pouze severní bašta u kaple (zvonice), původní ohrazení bylo strženo.
Další přestavba čekala zámek v letech 1852–1854, kdy byl Nový zámek přestavěn v duchu tehdejšího romantismu. Novou podobu navrhl vídeňský architekt Friedrich August von Stache a realizoval Heinrich Ferstel. Právě při této přestavbě byla také vybudována nová dominanta objektu – čtyřboká věž, propojující Nový zámek a nosticovské křídlo. Již v té době však zámek přestal sloužit jako šlechtické sídlo. V roce 1850 byl do redernského křídla zámku umístěn okresní soud. 

### 20. století – současnost
Roku 1927 se Nový zámek změnil v ubytovnu zámecké správy s restaurantem. Po pozemkové reformě z roku 1933 přešel zámek jako konfiskát do vlastnictví státu. Ten do něj umístil ředitelství Státních lesů a statků. Za druhé světové války zde sídlilo posádkové velitelství a Německá pracovní služba. 
Po roce 1945 se do zámku vrátily Státní lesy, a v 50. letech převzala redernské křídlo nově založená vysoká škola – Vysoká škola strojní (dnešní Technická univerzita). 
Nosticovské křídlo a Nový zámek převzal v 70. letech výrobní podnik Skloexport, který 1. ledna 1986 získal od VSŠT také křídlo redernské. Skloexport hodlal v zámku zřídit stálou expozici skla. Proto byla podle plánů libereckého Stavoprojektu architektem Pavlem Janouškem provedena nákladná rekonstrukce celého areálu. Všechny objekty byly pod dohledem památkářů upraveny jako reprezentativní prostory pro potřeby firmy. Rozšířením arkádového přízemí vznikla vstupní hala a rozsáhlými úpravami prošly interiéry celého redernského křídla včetně kaple. Neméně rozsáhlými úpravami prošel také park před vchodem do nosticovského křídla a sousední park před budovou Oblastní galerie. Rekonstrukce byla dokončena roku 1990. 
Díky Skloexportu byla v zámku jedna z nejrozsáhlejších expozic skla na světě, která však nebyla běžně přístupná veřejnosti. Po konkurzním řízení v roce 2001 byla vydražena skleněná sbírka společnosti čítající na 20 000 kusů předmětů. S výjimkou parku není zámek přístupný pro veřejnost. Pouze renesanční kaple je využívána jako reprezentativní sál, např. pro konání svatebních obřadů.
V roce 2007 koupila zámek společnost Ústí Development. Po většinu roku byl ale prázdný a nevyužitý, jedinou veřejnou akcí v posledních letech je týdenní mezinárodní festival animovaných filmů Anifilm. V roce 2024 po několikaletém jednání získalo zámek do vlastnictví město Liberec.